# 吉伯 (單位)
吉伯（Gilbert）簡稱Gb，也可以用Gi表示，是厘米-克-秒制（cgs制）電磁單位制（emu）下的磁化及磁動勢單位，是IEC1930提出的單位，得名自科學家威廉·吉爾伯特。
吉伯可以用電磁單位制中的電流單位必奧Bi表示如下：
1 Gb = (1/4π)×Bi-turn
吉伯和安培-匝数（A-turn）的關係如下：
1 Gb = (10/4π) A-turn= 0.795774715459476755796686120447702705860137939453125 A-turn
1 A-turn ≡ 4π * 10−1 Gb 